# Nemesis macrocephalus
Nemesis macrocephalus is een eenoogkreeftjessoort uit de familie van de Eudactylinidae. De wetenschappelijke naam van de soort is voor het eerst geldig gepubliceerd in 1957 door Sueo M. Shiino.